# Episodi di Mai dire sì (quinta stagione)
La quinta e ultima stagione della serie televisiva Mai dire sì, composta da 6 episodi, è andata in onda per la prima volta negli Stati Uniti dal 5 gennaio 1987 al 17 febbraio 1987 sulla NBC.
| nº | Titolo originale                      | Titolo italiano                       | Prima TV USA     | Prima TV Italia |
| -- | ------------------------------------- | ------------------------------------- | ---------------- | --------------- |
| 1  | The Steele That Wouldn't Die (Part 1) | Luna di miele in Messico (1ª parte)   | 5 gennaio 1987   |                 |
| 2  | The Steele That Wouldn't Die (Part 2) | Luna di miele in Messico (2ª parte)   | 5 gennaio 1987   |                 |
| 3  | Steele Hanging in There (Part 1)      | Rivali in amore (1ª parte)            | 3 febbraio 1987  |                 |
| 4  | Steele Hanging in There (Part 2)      | Rivali in amore (2ª parte)            | 10 febbraio 1987 |                 |
| 5  | Steeled With a Kiss (Part 1)          | Il castello degli intrighi (1ª parte) | 17 febbraio 1987 |                 |
| 6  | Steeled With a Kiss (Part 2)          | Il castello degli intrighi (2ª parte) | 17 febbraio 1987 |                 |

## Luna di miele in Messico (1ª parte)
- Titolo originale: '
- Diretto da:
- Scritto da:

## Luna di miele in Messico (2ª parte)
- Titolo originale: '
- Diretto da:
- Scritto da:

## Rivali in amore (1ª parte)
- Titolo originale: '
- Diretto da:
- Scritto da:

## Rivali in amore (2ª parte)
- Titolo originale: '
- Diretto da:
- Scritto da:

## Il castello degli intrighi (1ª parte)
- Titolo originale: '
- Diretto da:
- Scritto da:

## Il castello degli intrighi (2ª parte)
- Titolo originale: '
- Diretto da:
- Scritto da: